# Maggie Pierce
 (novembre 2020).
Le docteur Margaret « Maggie » Pierce est un personnage de fiction de la série Grey's Anatomy incarné par Kelly McCreary.
Le personnage fait sa première apparition dans l'épisode 23 de la saison 10. Maggie Pierce est un personnage surdoué, qui a été diplômé en médecine très jeune et a occupé ses différents postes à un âge précoce, ce qui lui vaut parfois des difficultés à asseoir son autorité. Le personnage permet également d'aborder la problématique de l'adoption, puisqu'elle découvre son père biologique au cours de sa première saison à l'hôpital Grey-Sloan Memorial et va se créer une famille "de cœur" au fil des épisodes.

## Histoire du personnage
Le personnage de Maggie Pierce apparaît dans 170 épisodes de l'univers de Grey's Anatomy : 167 fois dans la série mère et 3 fois dans Station 19.
Margareth Pierce est une chirurgienne spécialisée en chirurgie cardio-thoracique. Maggie est présentée pour la première fois dans l'avant-dernier épisode de la dixième saison . Cristina Yang interviewe différents candidats pour remplacer le chef de son service de chirurgie cardiothoracique. Maggie, ayant terminé ses études secondaires et sa faculté de médecine à 19 ans, devient chef de son département à 27 ans. Il est révélé dans la finale de la saison 10 " Fear (of the Unknown) " que la mère biologique de Maggie était Ellis Grey. [2] Richard Webber est choqué par cela, sachant qu'il est son père biologique. Tout au long de la onzième saison, Webber a du mal à faire face à la révélation et la garde de Maggie. Maggie explique que 2 ans auparavant, elle cherchait sa mère biologique et devait aller au tribunal pour les dossiers. Elle a découvert qu'elle était morte, mais a obtenu son nom et a découvert qu'elle était une incroyable chirurgienne qui travaillait au Seattle Grace Hospital. Elle a déclaré que ce n'était pas pour cette raison qu'elle avait accepté le poste, mais que c'était « un peu » pourquoi elle avait passé l'entretien. 
Lorsque Maggie identifie Meredith Grey , sa demi-sœur, elle tente de se lier avec elle. Cependant, Meredith tente de prendre en charge et est en conflit avec elle sur une affaire. Après plusieurs disputes, Maggie dit à Meredith qu'elle est sa demi-sœur. Meredith, incrédule, fait remarquer qu'elle saurait que sa mère serait enceinte à l'âge de cinq ans, car Maggie a cinq ans de moins qu'elle. Meredith travaille avec Alex Karev pour décider si Maggie ment ou si elle a tort. Ils découvrent qu'elle a raison. Meredith se souvient de l'époque de la crise de sa mère à l'âge de cinq ans et se souvient d'avoir été à l'hôpital et d'avoir entendu un bébé crier. Après plusieurs semaines, Webber avoue à Maggie qu'il est son père. Maggie est en colère contre lui. Derek et Meredith décident de faire venir Maggie chez eux pour le dîner, pour mieux connaître Maggie. Après que Maggie ait dit oui, Derek décide que c'est une bonne idée de demander aussi à Richard. Richard accepte à contrecœur. Le soir du dîner, Maggie et Richard se présentent, mais personne ne répond. Quand il vient s'excuser de ne pas être là en tant que père, Maggie le corrige et dit qu'il n'est pas son père, car elle a des parents adoptifs qu'elle aime, et qu'elle n'est en colère qu'à cause de sa malhonnêteté et la fait paraître stupide et naïf pendant des semaines Maggie le quitte après ça. Maggie développe une relation avec le radiologue Ethan Boyd. Elle admet sa maladresse dans les relations, après avoir mis fin à ses précédents fiançailles avec Dean, avec qui elle ne pouvait pas dormir dans le même lit. Meredith se retrouve dans une impasse sans personne pour surveiller ses enfants, alors Maggie propose de les surveiller. Richard et Maggie finissent par s'entendre, et l'aide de Maggie avec les enfants de Meredith l'aide à s'intégrer davantage dans la maison familiale. Maggie découvre les histoires de Meredith, Alex et Callie Torres alors qu'ils commémorent leur ami décédé, George O'Malley et propose de les regarder.
Après la mort de Derek, Meredith abandonne Seattle pendant un an, laissant un mot à Maggie. Maggie est choquée par cela et admet qu'elle s'est sentie abandonnée par Meredith juste au moment où ils commençaient à devenir une famille. Elle invite Webber à une fête de Noël, remarquant sa solitude. Meredith rentre finalement chez elle, serrant Maggie dans ses bras et se réintégrant dans son ancienne maison familiale. Alors que Maggie et ses collègues sont occupés à s'occuper de Keith Gardner après l'effondrement d'un tunnel, Maggie reçoit un appel téléphonique indiquant que ses parents divorcent. Sa mère lui avoue qu'elle avait une liaison avec leur garagiste depuis onze ans et qu'ils n'étaient restés ensemble que pour elle, mais qu'ils étaient en train de divorcer maintenant qu'elle était seule. Maggie est émue à ce sujet, mais elle ne veut pas déranger ses collègues à ce sujet. Plus tard, elle se confie à Meredith sur la question, mais estime que c'est idiot par rapport à la mort de son mari. Meredith, cependant, dit qu'elle peut tout lui dire et qu'elle devrait venir la voir chaque fois qu'elle a un problème. Après que Meredith ait racheté sa maison à Alex, elle invite Maggie etAmelia Shepherd d'emménager avec elle. Ils aident Meredith à s'occuper de ses enfants. Maggie sert également souvent de médiateur entre Meredith et Amelia, qui se disputent fréquemment pour de petites choses. Elle aide souvent les trois enfants de Meredith, chaque "sœur" étant chargée de préparer un enfant pour la journée. 
Dans la douzième saison, Maggie développe une relation avec le stagiaire Andrew DeLuca. Maggie et DeLuca gardent leur relation privée pour éviter les difficultés au travail. DeLuca devient frustré par leur secret, alors Maggie décide brusquement de rendre publique. Lorsque cela se produit, DeLuca devient mal à l'aise avec la façon dont il est perçu par les autres parce qu'il sort avec un assistant et ne veut pas que les autres pensent qu'il reçoit un traitement spécial. Il se sent également intimidé par son autorité et finit par mettre fin aux choses avec elle. Maggie tente d'aller de l'avant et s'intéresse à Nathan Riggs . Cependant, elle ne sait pas que Meredith a une relation sexuelle avec Nathan. Elle se confie à Meredith sur ses sentiments lors du mariage d'Amelia avec Owen Hunt. Au cours de la treizième saison, Maggie est blessée lorsqu'elle découvre que Meredith lui a menti au sujet des actions d'Alex qui ont agressé DeLuca. Elle lui dit de ne plus jamais lui mentir, mais Meredith continue de cacher sa relation avec Riggs. Riggs dit à Meredith qu'elle doit dire à Maggie et que Maggie trouve le courage de demander à Riggs de sortir, mais Meredith lui dit de dire non. La mère de Maggie, Diane, vient également à l'hôpital et est traitée par Jackson Avery pour ce qui s'avère être un cancer. Avant que Diane ne succombe à sa maladie, elle encourage Maggie à vivre une vie plus remplie en dehors de sa carrière. Jackson est là pour Maggie alors qu'elle pleure, et les deux se rapprochent. Ce n'est que lorsque l'ex-femme de Jackson, April Kepner, souligne leur lien selon lequel Jackson et Maggie réalisent leurs sentiments l'un pour l'autre. Au cours de la quatorzième saison, Maggie et Jackson tentent d'abord d'enterrer leurs sentiments, mais Jackson décide de la poursuivre. Ils commencent finalement une relation amoureuse et assistent ensemble au mariage d'Alex et Jo Wilson. 
Tout au long de la quinzième saison, la relation de Jackson et Maggie continue de s'approfondir, et les deux passent fréquemment du temps avec Catherine et Richard sous forme de sorties en famille et de dîners hebdomadaires. Pendant la chirurgie du cancer de Catherine, Maggie agit comme une source de réconfort pour Jackson, ayant perdu sa propre mère d'un cancer du sein quelques années auparavant. Jackson et Maggie décident finalement d'emménager ensemble, mais ils se brouillent pendant un voyage de camping et mettent plutôt fin à leur relation. Après sa rupture avec Jackson, Maggie se concentre sur la chirurgie et opère sa cousine, Sabi. Lorsque la procédure tourne mal et que Sabi meurt, Maggie prend la perte durement et prend du recul par rapport à la médecine. Les choses empirent lorsque la famille de Sabi poursuit Maggie pour faute professionnelle médicale, et bien que Maggie soit en mesure de gagner l'affaire, il lui faut un certain temps pour retourner à l'hôpital, après avoir démissionné de son poste de chef du service de cardiologie à Grey Sloan et avoir pris un emploi à l'hôpital peu apprécié Pac North. Finalement, Maggie rejoint Grey Sloan en raison de la fermeture de Pac North. 
Dans la saison 16, Maggie entame une relation avec Winston Ndugu, avec qui elle a travaillé pendant sa résidence et avec qui elle a repris contact lors d'une conférence médicale la saison précédente. Parce que Winston est employé dans un hôpital de Boston, lui et Maggie entretiennent leur relation à distance grâce à de fréquentes conversations vidéo et appels téléphoniques. Alors que la pandémie de COVID-19 s'aggrave, Winston se rend à Seattle pour surprendre Maggie et l'aider à l'hôpital, et leur relation s'approfondit. Winston propose peu après à Maggie, et elle accepte; ils se marient dans la finale de la saison 17.